# سایوز تی‌ام-۲۵
سایوز-تی‌ام-۲۵ (به روسی: Союз )(به معنای اتحاد) یکی از مأموریت‌های شاتل-میر و بیست‌وپنجمین مأموریت سرنشین‌دار سازمان ملی فضانوردی روسیه به سمت ایستگاه فضایی میر محسوب می‌شود. در طول این ماموریت ۲ فضاپیمای پشتیبانی پروگرس و ۱ مأموریت بازدید از خدمه تحت عنوان اس‌تی‌اس-۸۴ به ایستگاه متصل شدند.

## خدمه مأموریت
| شماره | نام               | ملیت  | تعداد پرواز | نقش عملیاتی | تصویر |
| ۱     | واسیلی تسیبلیف    | روسیه | ۲           | فرمانده     |       |
| ۲     | الکساندر لازوتکین | روسیه | ۱           | مهندس پرواز |       |
| ۳     | راینهولد اوالد    | آلمان | ۱           | محقق فضایی  |       |